# Puerto Almacén
Puerto Almacén ist eine Ortschaft im Departamento Beni im Amazonas-Tiefland des südamerikanischen Binnenstaates Bolivien.

## Lage im Nahraum
Puerto Almacén ist die fünftgrößte Ortschaft im Municipio Trinidad in der Provinz Cercado. Die Gemeinde liegt auf einer Höhe von 156 m am rechten, östlichen Ufer des Río Ibare, der 44 Kilometer flussabwärts in den Río Mamoré mündet.

## Geographie
Puerto Almacén hat ganzjährig ein tropisch heißes und feuchtes Klima.
Die Jahresdurchschnittstemperatur beträgt 26,2 °C, wobei sich die monatlichen Durchschnittstemperaturen zwischen Juni/Juli mit gut 23 °C und Oktober/Dezember von knapp 28 °C nur wenig unterscheiden (siehe Klimadiagramm Trinidad). Der Jahresniederschlag beträgt fast 2000 mm und liegt somit mehr als doppelt so hoch wie die Niederschläge in Mitteleuropa. Höchstwerten von etwa 300 mm in den Monaten Dezember bis Februar stehen Niedrigwerte von etwa 50 mm im Juli/August gegenüber.

## Verkehrsnetz
Puerto Almacén liegt in einer Entfernung von neun Straßenkilometern westlich von Trinidad, der Hauptstadt des Departamentos.
Trinidad ist Schnittpunkt der nationalen Nationalstraßen Ruta 3 und Ruta 9. Die Ruta 9 durchquert von Norden nach Süden das gesamte bolivianische Tiefland und führt von Trinidad  zu der 477 Kilometer südlich gelegenen Metropole Santa Cruz und weiter an die argentinische Grenze. Die Ruta 3 beginnt in Trinidad und führt in westlicher Richtung über Puerto Almacén nach Puerto Barador, überquert dann den Río Mamoré und führt ins bolivianische Hochland nach La Paz.

## Bevölkerung
Die Einwohnerzahl der Ortschaft ist in den vergangenen beiden Jahrzehnten geringfügig angestiegen:
| Jahr | Einwohner | Quelle           |
| ---- | --------- | ---------------- |
| 1992 | 412       | noch keine Daten |
| 2001 | 329       | Volkszählung     |
| 2012 | 463       | Volkszählung     |
| 2024 |           | Volkszählung     |